# Stara Kornica
Stara Kornica ist ein Dorf sowie Sitz der gleichnamigen Landgemeinde im Powiat Łosicki der Woiwodschaft Masowien, Polen.

## Gemeinde
Zur Landgemeinde Stara Kornica gehören folgende 18 Ortschaften mit einem Schulzenamt:
Czeberaki
Dubicze-Zalesie
Kazimierzów
Kiełbaski
Kobylany
Kornica-Kolonia
Koszelówka
Nowa Kornica
Nowe Szpaki
Popławy
Rudka
Stara Kornica
Stare Szpaki
Szpaki-Kolonia
Walim-Walimek
Wólka Nosowska
Wygnanki
Wyrzyki
Ein weiterer Ort der Gemeinde ist Zabagnie.

## Verweise